# Hliborobne, Polohî
Hliborobne (în ucraineană Хліборобне) este un sat în comuna Ciubarivka din raionul Polohî, regiunea Zaporijjea, Ucraina.

## Demografie
Componența lingvistică a localității Hliborobne
     Ucraineană (88,95%)
     Rusă (3,49%)
     Belarusă (1,16%)
Conform recensământului din 2001, majoritatea populației localității Hliborobne era vorbitoare de ucraineană (88,95%), existând în minoritate și vorbitori de armeană (4,65%), rusă (3,49%) și belarusă (1,16%).